# Takuma Sato
Takuma Sato (japoneză 佐藤 琢磨, n. 28 ianuarie 1977) este un fost pilot de Formula 1 de naționalitate japoneză. A rămas fără echipă din cauza retragerii, în 2008, a echipei pentru care a concurat până atunci, Super Aguri.

## Cariera

### Înainte de Formula 1
Deși a dorit încă de când era mic copil să concureze în karting, părinții săi nu au fost de acord, considerând sportul automobilistic prea periculos. De aceea Sato a trebuit să aștepte mai întâi implinirea vârstei de 18 ani pentru a-și începe cariera. Înainte de împlinirea acestei vârste, Sato a practicat ciclismul.
În 1996 s-a înscris la școala de pilotaj Honda de la Suzuka, iar un an mai târziu a câștigat campionatul de karting al acestei școli, câștigând astfel o bursă de un an în Formula 3, seria japoneză. Totuși preferă să nu de-a curs invitației și pleacă în Marea Britanie, acolo unde se înscrie în campionatul Formula Vauxhall, seria de juniori, trecând apoi în Formula Opel spre finalul anului 1998.
În 1999 participă mai întâi în Formula Opel, campionatul european, dar decide să facă pasul spre Formula 3, campionatul britanic, înscriindu-se mai întâi la cursele din clasa B.
Talentul evident de care beneficiază îl recomandă imediat echipei Carlin Motorsport, una dintre cele mai bune din Formula 3, cu care semnează un contract pentru a participa în Formula 3 la clasa A, unde la finalul sezonului termină pe locul al treilea. Tot în 2000 a participat și în cursa de Formula 3 de la Spa Francorchamps, pe care a câștigat-o.
În 2001 a continuat în Formula 3, campionatul britanic, pe care l-a câștigat la final. Tot în acel an a câștigat și cursa de Formula 3 de la Marlboro Masters și cursa de Formula 3 de la Macau.

### Formula 1
Primul contact cu Formula 1 a fost făcut în 2001 când a fost numit pilot de teste al echipei BAR Honda. Totuși debutul îl face cu Jordan Honda în 2002, avându-l ca și coleg de echipă pe Giancarlo Fisichella. Până la finalul anului reușește chiar să ajungă în puncte, terminând al cincilea în Marele Premiu al Japoniei.
În 2003 se întoarce la BAR ca și pilot de teste, dar la finalul anul profită de concedierea lui Jacques Villeneuve și este numit pilot oficial înainte de ultima cursă a sezonului, Marele Premiu al Japoniei, unde termină de această dată pe locul al șaselea, obținând astfel un contract pe un sezon întreg.

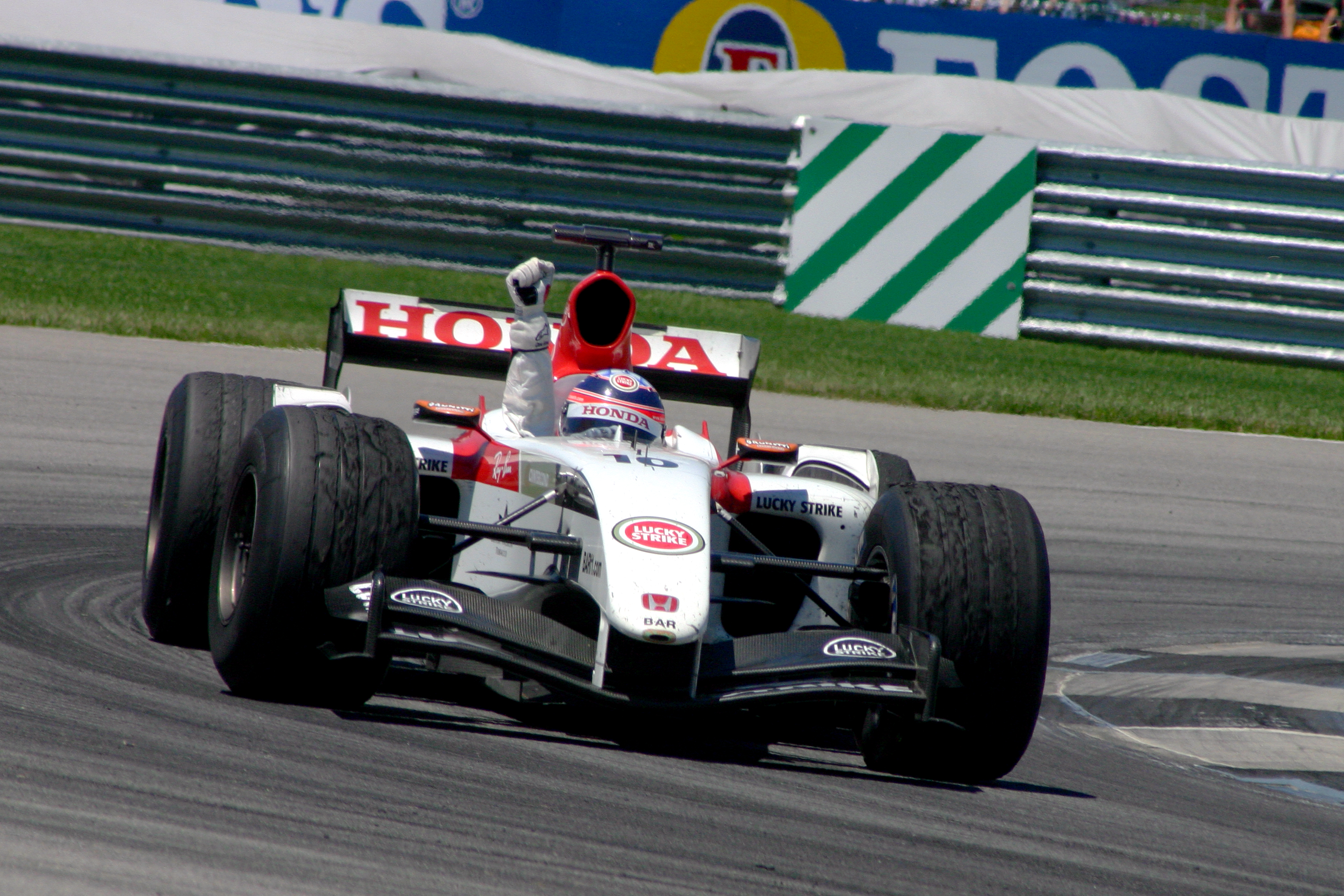
Takuma Sato în 2004

2004 a fost de departe cel mai bun an al său, având parte de numeroase apariții în puncte, totul culminând cu podiumul ocupat la Indianapolis Motor Speedway la finalul Marelui Premiu al SUA, devenind astfel al doilea pilot japonez pe podiumul unei curse de Formula 1. Contribuția sa la ocuparea locului secund în campionatul constructorilor de către BAR în acel an a fost decisivă.
Numeroasele probleme cu mașina pe care le-a avut în 2005 au făcut să nu mai poată continua evoluția din sezonului precedent, reușind un singur punct, în Marele Premiu al Ungariei. La finalul sezonului părăsește BAR, dar semnează imediat un acord cu Super Aguri, echipă despre care se spune că a fost înființată doar pentru a-l ține pe Sato în Formula 1.
Primul sezon cu Super Aguri, 2006, a fost foarte dificil. Mașina a fost prea puțin competitivă pentru a reuși ceva notabil. Cu toate acestea termină Marele Premiu al Braziliei, ultima cursă a sezonului, pe locul 10, cel mai bun timp al său fiind al nouălea al cursei.

## Cariera în Formula 1
| Sezon | Echipă                 | Puncte      | Loc clasament general |
| ----- | ---------------------- | ----------- | --------------------- |
| 2001  | Lucky Strike BAR Honda | Pilot teste | -                     |
| 2002  | DHL Jordan Honda       | 2           | 15                    |
| 2003  | Lucky Strike BAR Honda | 3           | 18                    |
| 2004  | Lucky Strike BAR Honda | 34          | 8                     |
| 2005  | Lucky Strike BAR Honda | 1           | 23                    |
| 2006  | Super Aguri F1         | 0           | -                     |
| 2007  | Super Aguri F1 Team    | 4           | 17                    |
| 2008  | Super Aguri F1         | 0           | -                     |

## Cariera în IndyCar
| Sezon | Echipă                         | Puncte | Loc clasament general |
| ----- | ------------------------------ | ------ | --------------------- |
| 2010  | KV Racing Technology           | 214    | 21                    |
| 2011  | KV Racing Technology – Lotus   | 282    | 13                    |
| 2012  | Rahal Letterman Lanigan Racing | 281    | 14                    |
| 2013  | A.J. Foyt Enterprises          | 322    | 17                    |